# Luís Novo
Luís Azevedo da Silva (Luís) Novo (Caneira-Mamarrosa (Oliveira do Bairro), 6 mei 1970) is een voormalige Portugese langeafstandsloper, die gespecialiseerd was in de marathon. Hij nam eenmaal deel aan de Olympische Spelen, maar won bij die gelegenheid geen medaille.

## Loopbaan
In 1998 werd Novo tweede op de marathon van Reims. Op de Olympische Spelen van 2000 in Sydney moest hij zich bij de marathon tevreden stellen met een twintigste plaats in 2:23.04.
Zijn grootste prestatie boekte Luís Novo in 2001 met het winnen van de marathon van Wenen in 2:10.28. In 2004 liep hij zijn persoonlijke record van 2:09.41 bij de marathon van Berlijn, waarmee hij een zevende plaats behaalde. Hij werd 24e op de marathon op de wereldkampioenschappen van 2005 in Helsinki.
Novo beëindigde zijn atletiekcarrière in 2007.

## Persoonlijke records
Baan
| Onderdeel | Prestatie | Datum        | Plaats |
| --------- | --------- | ------------ | ------ |
| 5000 m    | 14.04,89  | 14 juli 2001 | Maia   |
| 10.000 m  | 29.50,4   | 31 mei 2003  | Maia   |

Weg
| Onderdeel      | Prestatie | Datum             | Plaats  |
| -------------- | --------- | ----------------- | ------- |
| halve marathon | 1:01.50   | 27 september 1998 | Uster   |
| marathon       | 2:09.41   | 26 september 2004 | Berlijn |

## Palmares

### halve marathon
- 1998: 16e WK - 1:01.50
- 1999: 4e halve marathon van Palma de Mallorca - 1:04.00
- 1999: 5e halve marathon van Pombal - 1:04.55
- 1999: 5e halve marathon van Aveiro - 1:02.46
- 2000: 5e halve marathon van Azpeitia - 1:03.21
- 2002: 4e halve marathon van Seixal - 1:03.29
- 2002: 5e halve marathon van Ribarroja - 1:06.08
- 2002: DNF WK

### marathon
- 1998: 26e marathon van Parijs - 2:18.03
- 1998:  marathon van Reims - 2:10.32
- 1999: 4e WK - 2:14.27
- 2000: 13e marathon van Rotterdam - 2:11.29
- 2000: 50e OS - 2:23.04
- 2001:  marathon van Wenen - 2:10.28
- 2002: 9e marathon van Beppa Oita - 2:19.35
- 2004: 7e marathon van Berlijn - 2:09.41
- 2005: 24e WK - 2:18.36
- 2006: 22e marathon van Hamburg - 2:22.18
- 2006: 19e marathon van Berlijn - 2:22.51
- 2008: 10e marathon van Porto - 2:19.57,8
- 2009: 4e marathon van Lissabon - 2:20.27
- 2014:  marathon van Badajoz - 2:24.35